# بيانو دي سورينتو
بيانو دي سورينتو هي (بلدية) في مدينة نابولي الحضرية في المنطقة كامبانيا الايطالية ،وتقع على بعد حوالي 25 كيلومترا (16ميل)جنوب شرق نابولي .
ويحد بيانو دي سورينتو البلديات التالية :ميتا ،سانت أنييلو ،فيكوإكوينس.
أقام الشاعر الفيكتوري روبرت براوننج في المنطقة ويذكر ريف البيانو والمحليات الأخرى في شبه جزيرة سورينتاين في قصيدة "الرجل الإنجليزي في إيطاليا"

## اقتصادها
في القرن التاسع عشر، كان اقتصاد بيانو دي سورينتو قائما بشكل أساسي على أنشطة صيد الأسماك والزراعة وبناء السفن. وفي بداية القرن العشرين، واجه بيانو دي سورينتو طفرة اجتماعية واقتصادية  نتيجة الأزمة التقدمية للزراعة وبناء السفن والدور المتنامي للتجارة والسياحة. وخلال القرن العشرين، زاد بيانو دي سورينتو من إنتاجيته بفضل إمدادات الطاقة وإمدادات المياه للمنازل وتطوير مسار ربط بين سورينتو وكاستيلاماري دي ستابيا، الذي تم إنشاؤه في البداية بواسطة خدمة الترام، بعد توفيره بواسطة القطار.

## المدن التوأم
- ألمانيا شوارزيدي ،ألمانيا

 إسبانيا كاسيريس، إسبانيا